# Gordon D. Shirreffs
Gordon Donald Shirreffs, född 15 januari 1914 i Chicago, Illinois, död 9 februari 1996 i Granada Hills, San Fernando Valley i Kalifornien, var en amerikansk författare som främst skrev västernromaner under egna namnet Gordon D. Shirreffs, men även under pseudonymerna Jackson Flynn, Gordon Douglas och Stewart Gordon. I ämnet historia erhöll han kandidatexamen 1967 och magisterexamen 1973 vid California State University. 
Shirreffs arbetade som kontorist 1935-1940, tjänstgjorde sedan i armén 1940-1945 innan han återvände till kontoristarbete 1946. Samtidigt deltog han på kvällstid i skrivarkurser. Sedan blev han försäljare och 1948-1952 ägare till "Shirreffs Gadgets and Toys" i Chicago innan han flyttade till Kalifornien för att bli heltidsförfattare. Shirreffs skev texter till serietidningar som Roy Rogers, Johnny Mack Brown, Auntie Duchess och Rin Tin Tin, utgivna av Dell Comics samt en del noveller, där Silent beckoning 1955 filmades som The lonesome trail av regissören Richard Bartlett. 
Shirreffs först utgivna roman var Rio Bravo (De dödsdömda), utgiven 1956 av förlaget Fawcett i deras Gold Medal-serie. Bokens innehåll filmades 1957 med titeln Oregon passage (Svarta Örnen på krigsstigen) i regi av Paul Landres. Titeln sålde Shirreffs till John Wayne och därmed tjänade han enligt egen utsago mer än någonsin för två ord. Filmen Rio Bravo från 1959, regisserad av Howard Hawks, saknar koppling till bokens innehåll.
De flesta av Shirreffs romaner utgavs av Fawcett Publications, men under pseudonym Stewart Gordan utgavs Gunswift av Avalon Books 1956 och av Crest Books 1957. Pseudonymen Gordon Donalds användes när Avalon Books utgav Arizona justice 1956 och Top gun 1957 samt när Ace Books utgav The desperate Donigans 1957.
Romanen Judas gun (Hämnaren från Yuma), utgiven 1964, filmades 1968 som Vivo per la tua morte av den italienske regissören Camillo Bazzoni.
Shirreffs skrev huvudsakligen fristående böcker men inledde 1969 utgivningen av en serie kallad the Manhunter, omfattande sju böcker med Lee Kershaw som huvudperson, verkande i slutet av 1870-talet och på 1880-talet. Shirreffs följde upp med serien the Southwest om dennes farfar Quint Kershaw, verksam på 1830-1860-talen.  
1974 och 1975 utgav Shirreffs fyra romaner under pseudonymen Jackson Flynn. Dessa vara omarbetningar av manuskript från TV-serien Gunsmoke (Krutrök).